# Amt Eschwege
Das Amt Eschwege war eine territoriale Verwaltungseinheit der Landgrafschaft Hessen, ab 1567 der Landgrafschaft Hessen-Kassel und ab 1803 des Kurfürstentums Hessen. Von 1627 bis 1632 gehörte es zur landgräflichen Nebenlinie von Hessen-Rotenburg, der sogenannten „Rotenburger Quart“. Danach gehörte es bis 1655 zur Nebenlinie Hessen-Eschwege und fiel durch deren Aussterben an die Linie Hessen-Rheinfels-Rotenburg. 1667 wurde das Amt Eschwege der Landgrafschaft Hessen-Wanfried zugeteilt. Nach deren Aussterben fiel das Amt 1755 wieder an Hessen-Rotenburg. Die Landeshoheit über das Amt hatte dabei stets die Landgrafschaft Hessen-Kassel.
Bis zur Verwaltungs- und Gebietsreform des Kurfürstentums Hessen im Jahr 1821 und der damit verbundenen Auflösung bildete es als Amt den räumlichen Bezugspunkt für die Einforderung landesherrlicher Abgaben und Frondienste, für Polizei, Rechtsprechung und Heeresfolge.

## Geographische Lage

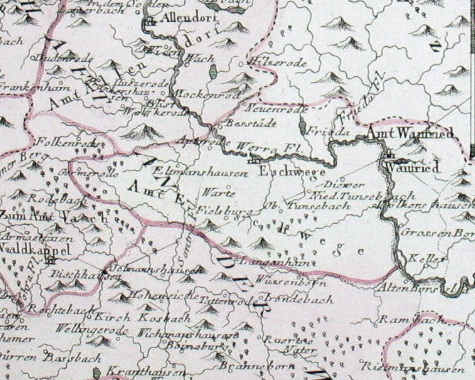
Das Amt Eschwege um 1793

Das Gebiet des Amts Eschwege lag im Tal der Werra zwischen dem Eichsfeld im Norden, dem Hohen Meißner im Westen und dem Schlierbachswald im Osten. Im Amtsgebiet mündeten die Flüsse Wehre und Frieda in die Werra. 
Das Amtsgebiet liegt heute im Nordosten des Landes Hessen und gehört zum Werra-Meißner-Kreis.

## Angrenzende Verwaltungseinheiten
Das Gebiet des Amts grenzte:
- im Norden und Süden an das teilautonome Gericht Boyneburg
- im Nordwesten an das Amt Ludwigstein (1664 zum Amt Witzenhausen),
- im Norden an das Amt Allendorf,
- im Nordosten an das Eichsfeld (Kurmainz),
- im Osten an das Amt Wanfried,
- im Südosten die Ganerbschaft Treffurt (Kondominium der Landgrafschaft Hessen, Kurmainz und des Kurfürstentums Sachsen),
- im Süden an das Amt Bischhausen,
- im Südwesten an den amtsfreien Ort Waldkappel,
- im Westen an das Amt Lichtenau,

## Geschichte
Seit dem Jahre 1433 gehörte die Stadt Eschwege endgültig zur Landgrafschaft Hessen und nach der Erbteilung der Landgrafschaft Hessen seit 1567 zur Landgrafschaft Hessen-Kassel. Das „Amt Eschwege“ umfasste im Jahr 1585 neben Eschwege und zwei Amtsdörfern die Gerichte Abterode, Germerode, Boyneburg, zehn adlige Orte und drei einzelne Höfe. Der Amtsort Grebendorf wurde nach der Säkularisation des Klosters Haydau im Jahr 1527 vollständig hessisch, Frieda kam 1583 vom kurmainzischen Eichsfeld durch Tausch zu Hessen. Völkershausen gehörte vor 1585 zum hessischen Amt Wanfried. Die Bezirke der Klöster Abterode und Germerode gehörten ursprünglich zur Herrschaft Bilstein. Sie kamen 1301 durch Kauf zur Landgrafschaft Hessen und wurden nach der Säkularisation der Klöster im Jahre 1527 als landesherrliche Gerichte weiter geführt.
Ab 1627 gehörte das Amt Eschwege zum Herrschaftsbereich der teilsouveränen Landgrafschaft Hessen-Rotenburg (Rotenburger Quart) und ab 1632 zur Landgrafschaft Hessen-Eschwege (ebenfalls Rotenburger Quart). Hessen-Kassel behielt jedoch in beiden Fürstentümern die Landeshoheit. 1654 entstand in der Nachbarschaft des Amts Eschwege das landgräfliche Amt Bischhausen aus Dörfern der Herren von Boyneburg und aus sogenannten „Mengedörfern“, in denen die Herrn von Boyneburg und die Landgrafschaft Hessen Besitz hatten. Das Gericht Boyneburg jedoch blieb als teilautonomes Gebiet bestehen, das Amt Eschwege blieb zuständig für die Untertanen innerhalb des Gerichts Boyneburg, die dem Landgrafen unmittelbar grundherrschaftlich unterstanden. 1655 fiel das nun verkleinerte Amt Eschwege nach Aussterben der Linie Hessen-Eschwege an die teilsouveräne Linie Hessen-Rheinfels-Rotenburg. Das Residenzschloss in Eschwege in Eschwege wurde 1667 als Mitgift für Friedrichs Tochter Christina an die Familie ihres Mannes Ferdinand Albrecht I. von Braunschweig-Bevern verpfändet. Ab 1667 wurde der Eschweger Landesteil von Karl von Hessen-Wanfried, einem Sohn des Landgrafen Ernst von Hessen-Rheinfels-Rotenburg und Neffen Friedrichs von Hessen-Eschwege, übernommen. Er begründete die neue Nebenlinie Hessen-Wanfried. In der Folgezeit wurde die Residenz schrittweise wieder nach Eschwege verlegt. Die Landgrafschaften Hessen-Wanfried und Hessen-Eschwege waren in dieser Zeit gebietsmäßig identisch, wurden jedoch vorwiegend von der Residenz in Wanfried regiert. Die Linie Hessen-Wanfried-(Eschwege) starb mit dem Tode des kinderlosen Landgrafen Christian aus, wodurch das Amt Eschwege wieder an Hessen-Rotenburg fiel.
Während der französischen Besetzung gehörte das Amtsgebiet von 1807 bis 1813 zum napoleonischen Königreich Westphalen und war längs der Werra geteilt. Die orographisch links der Werra gelegenen Orte kamen zum Distrikt Eschwege des Departements der Werra. Der Distriktshauptort Eschwege bildete den eigenen Kanton Eschwege, die anderen Orte kamen zu den Kantonen Aue, Bischhausen, Reichensachsen, Sooden und Abterode. Die orographisch rechts der Werra gelegenen Orte wurden dem Distrikt Heiligenstadt im Departement des Harzes zugeteilt und den Kantonen Wanfried und Allendorf zugeordnet.
Nach der Auflösung des Königreichs Westphalen im Jahr 1813 wurde die Landgrafschaft Hessen-Kassel, nun als Kurfürstentum Hessen bezeichnet, mit seiner vormaligen Verwaltungsstruktur wiederhergestellt. 1818 wurde der bisher zum Amt Bischhausen gehörige Ort Netra zu einem Gerichtssitz im Amt Eschwege. Das kurhessische Amt Eschwege innerhalb der Landgrafschaft Hessen-Rotenburg bestand noch bis 1821 und wurde dann im Zuge der kurhessischen Verwaltungsreform dem Landkreis Eschwege zugeordnet.

## Zugehörige Orte
Städte
- Eschwege

Amtsdörfer
- Frieda
- Grebendorf

Dörfer des Gerichts Abterode (Großteil des Gerichts Bilstein)
| - Abterode - Datterode - Dudenrode - Eltmannshausen - Frankenhain | - Frankershausen - Hitzerode - Hitzelrode - Niederhone - Oberhone | - Vockerode - Weidenhausen - Wellingerode |

Dörfer des Gerichts Germerode
| - Germerode - Alberode - Bernsdorf - Kammerbach | - Orferode - Rodebach - Wolfterode |

Dörfer des Boyneburgischen Gerichts (1654 alle zum Amt Bischhausen)
- Jestädt
- Motzenrode
- Neuerode
- Oetmannshausen
- Reichensachsen
- Wichmannshausen

Adlige Orte
| - Albungen - Aue - Langenhain (bis 1654) - Niddawitzhausen - Niederdünzebach (bis 1654) | - Oberdünzebach (bis 1654) - Schwebda - Völkershausen mit dem Gut Marienhof (ab 1585) - Wipperode - Netra (ab 1818) |

Burgen, Schlösser und Klöster
- Schloss Eschwege
- Schloss Grebendorf
- Wasserburg Aue
- Burg Fürstenstein bei Albungen
- Burg Bilstein
- Cyriakusstift Eschwege
- Propstei Abbetesrode
- Kloster Germerode

Höfe
- Oberndorf
- Mönchhof bei Alberode
- Vogelsburg[2] (bis 1654)

Wüstungen
- Eichenberg (Wüstung bei Germerode)
- Hetterode (bei Eltmannshausen)
- Ottersbach
- Wasserburg Ottersbach
- Borne, Oberndorf und Welferode (bei Frankershausen)
- Burgruine Schnepfenburg bei Albungen
- Wiebersbach (bei Datterode)
- Wölfterode (Schafhof; Wüstung bei Wolfterode)
- Bettelsdorf[3], Dörrenhain und Dudenhusen (bei Jestädt; bis 1654)